# Голубиный Утёс
Голубиный Утёс — памятник природы, находится в 8 км к юго-востоку от озера Хасан в Приморском крае, Россия. Охранная зона памятника составляет 200 метров.
Утёс имеет высоту около 180 метров. Склоны покрыты редколесьем и кустарником. Восточный склон, обращённый к морю, обрывист и скалист. Рефугиум западнопацифических теплоумеренных реликтовых видов растений на юге российского Дальнего Востока. У подножья утёса находится зимовка змей.
Голубиный утёс имеет историческое значение: здесь происходили бои во время пограничного инцидента 1938-го года.